# Khomas
Khomas é uma região da Namíbia. Sua capital é a cidade de Vinduque.
Recebe este nome em função do acidente geográfico Planalto das Terras Altas de Khomas.